# باول ك. دايتون
باول ك. دايتون (بالإنجليزية: Paul K. Dayton)‏ هو عالم حيوانات أمريكي، ولد في 1941.